# Marius Žaromskis
Marius Žaromskis (ur. 30 lipca 1980 w Szawlach) – litewski zawodnik mieszanych sztuk walki (MMA). Mistrz organizacji Dream w wadze półśredniej z 2009 roku. Były zawodnik polskiej federacji KSW.

## Kariera MMA

### Wczesna kariera
Od 2001 roku reprezentował barwy londyńskiego klubu London Shootfighters. Profesjonalny debiut w mieszanych sztukach walki zanotował w 2000 roku. W latach 2006–2008 walczył dla brytyjskiej organizacji Cage Rage, wygrywając 5 z 7 walk (wszystkie przed czasem). 

### DREAM i Strikeforce
W 2009 roku podpisał kontrakt z DREAM i wystartował w 8-osobowym turnieju Dream Welterweight Grand Prix 2009, którego stawką było mistrzostwo organizacji w wadze półśredniej (do 76 kg). W drodze do finału pokonał Seichi Ikemoto (przez decyzję) i faworyta turnieju Hayato Sakurai (przez nokaut). 
20 lipca 2009 roku, podczas gali DREAM.10 w Saitamie, w finałowej walce  znokautował kopnięciem okrężnym w głowę Amerykanina Jasona Higha, niespodziewanie zostając pierwszym w historii mistrzem DREAM w wadze półśredniej.
30 stycznia 2010 roku w Sunrise zmierzył się z Nickiem Diazem o wakujące mistrzostwo Strikeforce w wadze półśredniej. Przegrał przez TKO w pierwszej rundzie. 
11 miesięcy później, podczas sylwestrowej gali Dynamite!! 2010 w Saitamie po raz pierwszy bronił tytułu DREAM, gdy pokonał przez TKO Kazushiego Sakurabę. Kolejną zwycięską walkę stoczył 16 lipca 2011 roku na gali DREAM - Fight for Japan: 2011 Japan Bantamweight Tournament Final, gdy pokonał przez decyzję Japończyka Eiji Ishikawę.
26 listopada 2011 roku na gali Rumble of the Kings 2011 w Sztokholmie znokautował efektownym obrotowym kopnięciem opadającym oraz następującymi po nim uderzeniami w parterze zawodnika gospodarzy, Bruno Carvalho na sekundę przed zakończeniem pierwszej rundy.

### Bellator FC
24 lutego 2012 roku związał się z Bellator Fighting Championships.  Walkę debiutancką w tej organizacji stoczył 11 maja 2012 przeciwko Waachiimowi Spiritwolfowi, z którym dwa lata wcześniej walczył (pierwsza ich walka została zakończona decyzją no-contest ze względu na przypadkowe trafienie palcem przez Žaromskisa w oko Spiritwolfa i niemożność kontynuowania walki przez tego drugiego). Žaromskis wygrał rewanżowy pojedynek przez techniczny nokaut na skutek głębokiego rozcięcia łuku brwiowego rywala i przerwanie walki. Ponownie wynik starcia Litwina z Amerykaninem wzbudził kontrowersje. Amerykanin nie zgadzał się z decyzją lekarza, by przerwać walkę i pod koniec drugiej rundy powalił Žaromskisa i do końca walki zadawał ciosy pięściami, które przyniosły mu zwycięstwo. Włodarze organizacji Bellator postanowili zorganizować ich trzeci pojedynek (drugi w Bellator), do którego doszło 20 lipca 2012 roku na gali Bellator 72. Kolejny raz zwyciężył Žaromskis, ale tym razem na punkty, który przeważał w pojedynku akcjami kick-bokserskimi oraz udanymi obronami przed obaleniami. 
Po zwycięstwach nad Spiritwolfem został dodany do turnieju wagi półśredniej. 28 września (Bellator 74) w walce ćwierćfinałowej wypunktował Nordine'a Taleba po trzyrundowym pojedynku. W półfinale który odbył się niecały miesiąc później, czyli 26 października (Bellator 78) został brutalnie znokautowany przez młodego Rosjanina Andrieja Korieszkowa w pierwszej rundzie.
Później przystąpił do rundy otwierającej turniej wagi półśredniej ósmego sezonu Bellatora w walce przeciwko Brentowi Weedmanowi. Przegrał jednogłośną decyzją.
Po ponad roku przerwy od sportu powrócił do Bellatora 9 maja 2014, gdzie zmierzył się z Vaughnem Andersonem na Bellator 119. Wygrał walkę jednogłośną decyzją.
Oczekiwano, że 3 października 2014 na gali Bellator 127 stoczy walkę z Karo Parisyanem. W późniejszym czasie Žaromskis został wycofany z pojedynku i miał walczyć w innym terminie, w rezultacie Parisyan zmierzył się z Fernando Gonzalezem.
Žaromskis zmierzył się z Fernando Gonzalezem na Bellator 132 w dniu 16 stycznia 2015. Przegrał walkę jednogłośną decyzją sędziowską.

### KSW
21 marca 2020 miał skrzyżować rękawice z mistrzem Roberto Soldiciem, o pas mistrzowski KSW w wadze półśredniej. Gala jednak odbyła się w innym terminie, w którym Žaromskis nie zadebiutował. 
14 listopada 2020 podczas gali KSW 56: Polska vs. Chorwacja stoczył pierwszy pojedynek dla polskiego giganta. Rywalem Žaromskisa został były podwójny mistrz federacji Fight Exclusive Night w wadze średniej i półśredniej Andrzej Grzebyk. Pojedynek zwyciężył Litwin po kontuzji Polaka (złamanie nogi) w pierwszej rundzie. 
17 lipca 2021 na KSW 62: Kołecki vs. Szostak w Warszawie, ponownie skrzyżował rękawice z Grzebykiem. Tym razem zwycięsko z tego starcia wyszedł Polak, który znokautował Žaromskisa w pierwszej rundzie. 
Ostatnią zawodową walkę stoczył 16 marca 2024 podczas gali XTB KSW 92: Wikłacz vs. Jojua w Gorzowie Wielkopolskim. Rywalem Žaromskisa był również kończący zawodową karierę Maciej Jewtuszko. Uległ rywalowi jednogłośnie na kartach punktowych. 

## Lista zawodowych walk w MMA
| Wynik     | Bilans    | Przeciwnik (bilans przed walką) | Rozstrzygnięcie                                                     | Runda | Czas | Rozgrywki                                        | Data       | Miejsce             | Uwagi |
| --------- | --------- | ------------------------------- | ------------------------------------------------------------------- | ----- | ---- | ------------------------------------------------ | ---------- | ------------------- | --- |
| Przegrana | 23-11 (1) | Maciej Jewtuszko (12-5)         | Decyzja (jednogłośna)                                               | 3     | 5:00 | XTB KSW 92: Wikłacz vs. Jojua                    | 16.03.2024 | Gorzów Wielkopolski | Ostatnia walka w karierze.                                                                                      |
| Przegrana | 23-10 (1) | Andrzej Grzebyk (17-4)          | KO (prawy prosty i ciosy pięściami)                                 | 1     | 2:21 | KSW 62: Kołecki vs. Szostak                      | 17.07.2021 | Warszawa            | Co-Main Event                                                                                                   |
| Wygrana   | 23-9 (1)  | Andrzej Grzebyk (17-3)          | TKO (kontuzja nogi – złamanie)                                      | 1     | 4:58 | KSW 56: Polska vs. Chorwacja                     | 14.11.2020 | Łódź                | Debiut w KSW. Eliminator do walki o pas mistrzowski KSW w wadze półśredniej                                     |
| Wygrana   | 22-9 (1)  | Aliaksandr Danilchenko (0-2)    | TKO (ciosy pięściami)                                               | 1     | 2:05 | MMA Bushido 77: Fighting Championship in Vilnius | 03.05.2019 | Wilno               | |
| Przegrana | 21-9 (1)  | Fernando Gonzalez (22-13)       | Decyzja (jednogłośna)                                               | 3     | 5:00 | Bellator 132                                     | 16.01.2015 | Temecula            | |
| Wygrana   | 21-8 (1)  | Vaughn Anderson (16-2-1)        | Decyzja (jednogłośna)                                               | 3     | 5:00 | Bellator 119                                     | 09.05.2014 | Rama                | |
| Przegrana | 20-8 (1)  | Brent Weedman (20-8-1)          | Decyzja (jednogłośna)                                               | 3     | 5:00 | Bellator 86                                      | 24.01.2013 | Thackerville        | Ćwierćfinał turnieju w wadze półśredniej                                                                        |
| Przegrana | 20-7 (1)  | Andriej Korieszkow (11-0)       | KO (ciosy pięściami)                                                | 1     | 2:14 | Bellator 78                                      | 26.10.2012 | Dayton              | Półfinał turnieju w wadze półśredniej                                                                           |
| Wygrana   | 20-6 (1)  | Nordine Taleb (8-1)             | Decyzja (jednogłośna)                                               | 3     | 5:00 | Bellator 74                                      | 28.09.2012 | Atlantic City       | Ćwierćfinał turnieju w wadze półśredniej                                                                        |
| Wygrana   | 19-6 (1)  | Waachiim Spiritwolf (9-9-1)     | Decyzja (niejednogłośna)                                            | 3     | 5:00 | Bellator 72                                      | 20.07.2012 | Tampa               | |
| Wygrana   | 18-6 (1)  | Waachiim Spiritwolf (9-10-1)    | TKO (niezdolność do kontynuowania walki - przerwanie przez lekarza) | 2     | 5:00 | Bellator 68                                      | 11.05.2012 | Atlantic City       | Limit umowny -78 kg. Debiut w Bellator MMA                                                                      |
| Wygrana   | 17-6 (1)  | Bruno Carvalho (12-4)           | KO (kopnięcie salto, ciosy łokciami i pięściami)                    | 1     | 4:59 | Rumble of the Kings                              | 26.11.2011 | Sztokholm           | |
| Wygrana   | 16-6 (1)  | Eiji Ishikawa (22-16-2)         | Decyzja (jednogłośna)                                               | 3     | 5:00 | DREAM: Japan GP Final                            | 16.07.2011 | Tokio               | Limit umowny -79 kg                                                                                             |
| Przegrana | 15-6 (1)  | Jordan Mein (22-7)              | Decyzja (jednogłośna)                                               | 3     | 5:00 | Score Fighting Series: Mein vs. Zaromskis        | 10.06.2011 | Mississauga         | |
| Wygrana   | 15-5 (1)  | Kazushi Sakuraba (26-14-1)      | TKO (niezdolność do kontynuowania walki - przerwanie przez lekarza) | 1     | 2:16 | Dynamite!! 2010                                  | 31.12.2010 | Saitama             | Obronił pas mistrzowski DREAM w wadze półśredniej                                                               |
| Nieodbyta | 14-5 (1)  | Waachiim Spiritwolf (8-7-1)     | No contest (palec w oko)                                            | 1     | 0:06 | Strikeforce Challengers: Wilcox vs. Ribeiro      | 19.11.2010 | Jackson             | Przypadkowe trafienie oka przez Žaromskisa uniemożliwiło Spiritwolfowi kontynuowanie walki                      |
| Przegrana | 14-5      | Evangelista Santos (17-13)      | TKO (ciosy pięściami)                                               | 1     | 2:38 | Strikeforce: Los Angeles                         | 16.06.2010 | Los Angeles         | |
| Przegrana | 14-4      | Nick Diaz (20-7)                | TKO (ciosy pięściami)                                               | 1     | 4:38 | Strikeforce: Miami                               | 30.01.2010 | Sunrise             | Pojedynek o pas mistrzowski Strikeforce w wadze półśredniej                                                     |
| Wygrana   | 14-3      | Myung Ho Bae (8-4)              | KO (wysokie kopnięcie na głowę)                                     | 1     | 0:19 | DREAM 12                                         | 25.10.2009 | Osaka               | |
| Wygrana   | 13-3      | Jason High (9-1)                | KO (wysokie kopnięcie na głowę)                                     | 1     | 2:22 | DREAM 10                                         | 20.07.2009 | Saitama             | Finał 2009 DREAM Grand Prix w wadze półśredniej. Zdobył inauguracyjny pas mistrzowski DREAM w wadze półśredniej |
| Wygrana   | 12-3      | Hayato Sakurai (35-8-2)         | KO (wysokie kopnięcie na głowę i ciosy pięściami w parterze)        | 1     | 4:03 | DREAM 10                                         | 20.07.2009 | Saitama             | Półfinał 2009 DREAM Grand Prix w wadze półśredniej                                                              |
| Wygrana   | 11-3      | Seichi Ikemoto (18-14-5)        | Decyzja (jednogłośna)                                               | 2     | 5:00 | DREAM 8                                          | 05.04.2009 | Nagoja              | Ćwierćfinał 2009 DREAM Grand Prix w wadze półśredniej                                                           |
| Wygrana   | 10-3      | Jedrzej Kubski (11-7)           | KO (ciosy pięściami)                                                | 1     | 0:50 | Bushido Lithuania: Hero's 2008                   | 08.11.2008 | Wilno               | |
| Przegrana | 9-3       | Che Mills (6-2)                 | TKO (niezdolność do kontynuowania walki - przerwanie przez lekarza) | 1     | 5:00 | Cage Rage 26                                     | 10.05.2008 | Londyn              | Pojedynek o pas mistrzowski Cage Warriors w wadze półśredniej                                                   |
| Wygrana   | 9-2       | Ross Pointon (5-9)              | TKO (niezdolność do kontynuowania walki - przerwanie przez lekarza) | 2     | 3:39 | Cage Rage 24                                     | 01.12.2007 | Londyn              | |
| Wygrana   | 8-2       | Ross Mason (11-6)               | KO (latajace kolano)                                                | 3     | 2:03 | Cage Rage 22                                     | 14.07.2007 | Londyn              | |
| Wygrana   | 7-2       | Damien Riccio (8-12)            | TKO (wysokie kopnięcie na głowę i ciosy pięściami w parterze)       | 3     | 4:30 | Cage Rage 20                                     | 10.02.2007 | Londyn              | |
| Wygrana   | 6-2       | Dariusz Świerkosz (0-0)         | Poddanie (duszenie trójkątne rękoma)                                | 2     | N/A  | Cage Rage Contenders 3                           | 12.11.2006 | Londyn              | |
| Przegrana | 5-2       | Che Mills (2-2)                 | KO (kolano)                                                         | 1     | 4:49 | Cage Rage Contenders 2                           | 20.08.2006 | Londyn              | |
| Wygrana   | 5-1       | Afnan Saeed (2-5)               | TKO (ciosy pięściami)                                               | 1     | 1:21 | Cage Rage Contenders                             | 28.05.2006 | Londyn              | |
| Wygrana   | 4-1       | Scott Pickering (0-0)           | KO (wysokie kopnięcie na głowę)                                     | 2     | 1:35 | Cage Warriors 20:Enter the Wolfslair             | 05.03.2006 | Londyn              | Debiut w Cage Warriors                                                                                          |
| Wygrana   | 3-1       | Kazys Grigaliunas (0-0)         | KO (ciosy pięściami)                                                | 1     | 1:57 | ZT: Fight Night                                  | 19.02.2006 | Londyn              | |
| Wygrana   | 2-1       | Jack Mason (1-0)                | KO (ciosy pięściami)                                                | 1     | 3:18 | UKMMAC 13: Warriors Return                       | 27.11.2005 | Essex               | |
| Przegrana | 1-1       | Ricardas Jancevicius (5-0)      | Decyzja (jednogłośna)                                               | 3     | 5:00 | Knight of the Ring 6                             | 04.02.2000 | Szawle              | |
| Wygrana   | 1-0       | Viktoras Kontrimas (6-1)        | KO (wysokie kopnięcie na głowę)                                     | 2     | 0:23 | Knight of the Ring 6                             | 04.02.2000 | Szawle              | Debiut w MMA |